# Danny Valdez
Danny Valdez (ur. 6 lutego 1940) – amerykański bokser pochodzenia meksykańskiego, czterokrotny zawodowy mistrz Stanów Zjednoczonych stanu Kalifornia w kategorii piórkowej.

## Kariera zawodowa
Jako zawodowiec oficjalnie zadebiutował 22 listopada 1957 roku, wygrywając w debiucie przez nokaut w czwartej rundzie z Tonym Mezą.
Pierwszą porażkę odniósł 9 grudnia 1957 roku, przegrywając w swoim drugim pojedynku z Luisem Sanchezem. 1 października 1959 roku został mistrzem USA stanu Kalifornia w kategorii piórkowej. W walce o tytuł pokonał Dwighta Hawkinsa, wygrywając z nim na punkty przez decyzję większości. Valdez był lepszy w przebiegu całego pojedynku, dominując szczególnie w początkowej fazie walki. Gazeta Los Angeles Times również wypunktowała zwycięstwo Valdeza, punktując jego wygraną 115-113. Był to pojedynek rewanżowy, pierwszy pojedynek wygrał Hawkins, pokonując Valdeza niejednogłośnie na punkty 5 września 1958 roku. Tytuł utracił w pierwszej obronie, przegrywając 7 stycznia 1960 roku z Billym Thomasem jednogłośnie na punkty.
19 stycznia 1961 roku odzyskał mistrzostwo stanu Kalifornia, pokonując przez nokaut w pierwszej rundzie Bootsa Monroego. Monroe był liczony w pierwszej rundzie po ciosie z prawej ręki, zostając wyliczonym przez sędziego. W swoim następnym pojedynku, który odbył się 8 kwietnia 1961 roku, Valdez zmierzył się z Daveyem Moore’em w walce o mistrzostwo świata kategorii piórkowej. Pojedynek zakończył się porażką Valdeza przez nokaut w pierwszej rundzie. Valdez był w tej walce dwukrotnie liczony. Moore do pierwszego liczenia doprowadził po uderzeniu z prawej ręki, które posłało Valdeza na liny. Sędzia liczył do sześciu, po czym Valdez stwierdził, że jest gotowy do kontynuowania walki. Moore posłał rywala po raz drugi na deski, trafiając go uderzeniem z prawej ręki w szczękę, a Valdez nie zdołał wstać na 10. 15 czerwca 1961 roku odzyskał mistrzostwo stanu Kalifornia, pokonując przez nokaut w ósmej rundzie Tony’ego Herrerę.
Po zakończeniu kariery zawodowej w 1967 roku zamieszkał w Los Angeles.